# Domoraz
Domoraz (en allemand : Domoras) est une commune du district de Klatovy, dans la région de Plzeň, en République tchèque. Sa population s'élevait à 55 habitants en 2021.

## Géographie
Domoraz est située à 32 km au sud-est de Klatovy, à 59 km au sud-sud-est de Plzeň et à 113 km au sud-ouest de Prague.
La commune est limitée par Nezamyslice au nord et au nord-est, par Frymburk à l'est, par Soběšice et Bukovník au sud, et par Čímice et Žichovice à l'ouest.

## Histoire
La première mention écrite de la localité date de 1045.

## Transports
Par la route, Domoraz se trouve à 12 km de Horažďovice, à 40 km de Klatovy, à 73 km de Plzeň et à 125 km de Prague.